# دييان نيميتش
دييان نيميتش (بالسلوفينية: Dejan Nemec)‏ (مواليد 1 مارس 1977) هو لاعب كرة قدم. يلعب مع منتخب سلوفينيا لكرة القدم. سبق له أن لعب في كأس العالم لكرة القدم مع منتخب بلاده.

## مسيرته الكروية
لعب دييان نيميتش خلال مسيرته الاحترافية مع 4 أندية في أربعة عشر موسمًا ولم يسجل خلالها أي هدف ضمن 252 مباراة. حيث فاز في موسم واحد بالكأس وفي ثلاثة مواسم بالدوري.
خاض دييان نيميتش مسيرته مع نادي مورة ‏ في موسم 1995–96 ليلعب معه خمسة مواسم، مشاركًا في 103 مباراة ولم يسجل أي هدف. ثم انتقل إلى نادي كلوب بروج في موسم 2000–01 واستمر معه طيلة ثلاثة مواسم، حيث شارك في 20 مباراة ولم يسجل أي هدف أيضًا. لينتقل بعدها إلى نادي رويال أنتويرب في موسم 2003–04 لمدة موسم واحد، لم يشارك في أي مباراة ولم يسجل أي هدف أيضًا. ثم انتقل إلى نادي دومجاله في موسم 2004–05 ليلعب معه خمسة مواسم، مشاركًا في 129 مباراة ولم يسجل أي هدف أيضًا.

## روابط خارجية
- دييان نيميتش على موقع الاتحاد الدولي (مؤرشف)  (الإنجليزية)
- دييان نيميتش على موقع قاعدة بيانات كرة القدم.إي يو (الإنجليزية)
- دييان نيميتش على موقع ناشيونال فوتبول تيمز (الإنجليزية)
- دييان نيميتش على موقع Soccerway.com (الإنجليزية)
- دييان نيميتش على موقع عالم كرة القدم.نت (الإنجليزية)